# ヒューバート・イーヴスIII世
ヒューバート・イーヴスIII世（Hubert Eaves III）は、キーボード奏者、ソングライター、音楽プロデューサーである。1980年代初頭、彼はダンス・ミュージックのデュオ、D・トレインのヒット作に取り組んだ。また、エムトゥーメイにてセッションを行った。

## 略歴
イーヴスは、ミネソタ州セントポールで生まれ、父親からピアノを教えられた。

## ディスコグラフィ

### ソロ・アルバム
- 『エソテリック・ファンク』 - Esoteric Funk (1979年、East Wind)[4]

### エムトゥーメイ
- 『キス・ディス・ワールド・グッバイ』 - Kiss This World Goodbye (1978年)
- 『レインボウ・シーカーズ』 - In Search of the Rainbow Seekers (1980年)

### ザ・ストレンジャーズ
- 『ザ・ストレンジャーズ』 - The Strangers (1983年、Salsoul Records)

### 参加アルバム
- ゲイリー・バーツ : I've Known Rivers and Other Bodies (1973年、Concord/Universal)
- カルロス・ガーネット : 『ジャーニー・トゥ・エンライトゥンメント』 - Journey to Enlightenment (1974年、Muse)
- カルロス・ガーネット : Let This Melody Ring On (1975年、Muse)
- ルネ・マクリーン : Watch Out (1975年、SteepleChase)